# Stilla anomala
Stilla anomala é uma espécie de gastrópode do gênero Stilla, pertencente a família Raphitomidae.